# Млини сухого самоподрібнення

Схема млина для сухого самоподрібнення розміром 10,5 X 3,6 м: 1 – синхронний електродвигун; 2 – повна цапфа; 3 – корінний підшипник; 4 – отвори для периферійного розвантаження шматків руди після подрібнення; 5 – барабан; 6 – кожух, що закриває зубчасте колесо; 7 – приводна шестірня, накрита кожухом; 8 – редуктор.

Млини сухого самоподрібнення типу «Аерофол» (МСС) застосовуються у схемах переробки залізних, золотовмісних, уранових, поліметалічних та інших руд, а також для виробництва цементу.
За конструкцією млин сухого самоподрібнення (рис.) аналогічний млину типу ММС.
Млин сухого самоподрібнення являє собою короткий барабан 1 великого діаметра (5,5—11 м). На внутрішній поверхні вздовж твірної барабана на деякій відстані один від одного закріплені балки-ребра 2, які при обертанні барабана піднімають грудки матеріалу. Після підйому на деяку висоту грудки матеріалу падають і розбиваються при ударі об ребра, одночасно вони подрібнюють матеріал, що знаходиться унизу. На торцевих кришках 3 барабана закріплені кільця 4 трикутного перетину. Призначення кілець — направляти грудки матеріалу всередину барабана для запобігання сегрегації матеріалу в робочому просторі млина. Кільця також сприяють подрібненню матеріалу внаслідок тертя й підвищенню продуктивності млина.
Млин сухого самоподрібнення типу «Аерофол» працює у замкненому циклі з класифікаційними апаратами. Повітряний потік, що створюється вентилятором, проходить через млин і класифікаційні апарати (сепаратор і циклони). Подрібнений матеріал виноситься повітряним потоком з барабана через розвантажувальну цапфу. Крупність продукту подрібнення регулюється зміною швидкості повітряного потоку, що проходить через млин. Дрібні частинки матеріалу визначеної крупності виносяться повітряним потоком з робочого простору млина у класифікатор, де більш крупні зерна потрапляють у збірник. Більш дрібні частинки повітряний потік транспортує у циклони, де й відбувається їхнє осадження. Потім повітряний потік, що містить найтонші зерна матеріалу, засмоктується вентилятором і одна частина його нагнітається у млини, а друга після очищення у фільтрах викидається в атмосферу.
Осаджені у класифікаторі та циклонах продукти класифікуються у відцентровому сепараторі. Дрібний (готовий) продукт надходить з сепаратора на збагачення, а крупний (циркулюючий) повертається у млин на додаткове подрібнення.